# Килен, Сандер
Са́ндер Ки́лен (норв. Sander Kilen; род. 30 мая 2005, Эвре-Ордал, Согн-ог-Фьюране) — норвежский футболист, вингер клуба «Кристиансунн».

## Клубная карьера
Килен — воспитанник клубов «Йотун», «Согндал» и «Олесунн». 3 декабря 2023 года в матче против «Одда» он дебютировал в Типпелиге в составе последнего. 10 апреля 2024 года в поединке Кубка Норвегии против «Спелкавика» Сандер забил свой первый гол за «Олесунн». В начале 2025 года Килен перешёл в «Кристиансунн». 30 марта в матче против «Хам-Кама» он дебютировал за новую команду. 20 апреля в поединке против «Тромсё» Сандер сделал хет-трик, забив свои первые голы за «Кристиансунн».

## Международная карьера
В 2024 году в составе юношеской сборной Норвегии Килен принял участие в юношеском чемпионате Европы в Северной Ирландии. На турнире он сыграл в матчах против сборных Украины и Северной Ирландии.